# Majilovac
Majilovac (en serbe cyrillique : Мајиловац) est un village de Serbie situé dans la municipalité de Veliko Gradište, district de Braničevo. Au recensement de 2011, il comptait 770 habitants.

## Démographie

### Évolution historique de la population
| 1948  | 1953  | 1961  | 1971  | 1981  | 1991  | 2002  | 2011 |
| ----- | ----- | ----- | ----- | ----- | ----- | ----- | ---- |
| 1 426 | 1 477 | 1 534 | 1 560 | 1 548 | 1 469 | 1 024 | 770  |

|  |